# Cancrion australiensis
Cancrion australiensis är en kräftdjursart som beskrevs av Oakley Shields och Early 1993. Cancrion australiensis ingår i släktet Cancrion och familjen Entoniscidae.
Artens utbredningsområde är Queensland. Inga underarter finns listade i Catalogue of Life.